# كيماري جونسون
كيماري (بالإنجليزية: Kimmarie Johnson) (ولدت كيم ماري جونسون) عارضة أزياء ممثلة وسيدة أعمال أمريكية، ومؤسس سكينغلو باي كيماري، للعناية بالبشرة وتجارة التجزئة الجمال وشركة استشارية مقرها في وايومنغ، الولايات المتحدة ولها مكاتب في لوس انجليس، كاليفورنيا. في وقت سابق من حياتها المهنية،فازت بمسابقة ملكة جمال بنسلفانيا الأمريكية. واصلت تمثيل ولاية بنسلفانيا في مسابقة ملكة جمال الولايات المتحدة الأمريكية 1993.

## روابط خارجية
- West Coast showbiz folk fondly recall Pittsburgh roots, By Christopher Rawson, Pittsburgh Post-Gazette.
- The Dark Side of The Moon Stage Play, January 17, 2010 Stage play at The Next Stage, Hollywood, CA.
- Jeff Allender's House of Checklists List of Ms USA Finalists.
- KIMMARIE JOHNSON at Sue Wong "My Fair Lady" 2011 Fashion Event Arrivals, Sue Wong Collection (Video).
- Legacy Cast, Lunatopia Productions Cast of Legacy.
- 13th Annual Women In Film Malibu Golf Classic - July 9, 2010 - Source: Frederick M. Brown/Getty Images North America.
- Miss USA 1993- Announcement of the Top 6 Miss USA Finals (Video).
- SkinGlow by Kimmarie Corporate Bio نسخة محفوظة 7 فبراير 2013 على موقع واي باك مشين. SkinGlow by Kimmarie Executive Bio.
- كيماري جونسون على موقع IMDb (الإنجليزية)
- كيماري جونسون على موقع قاعدة بيانات الفيلم (الإنجليزية)